# Asideos

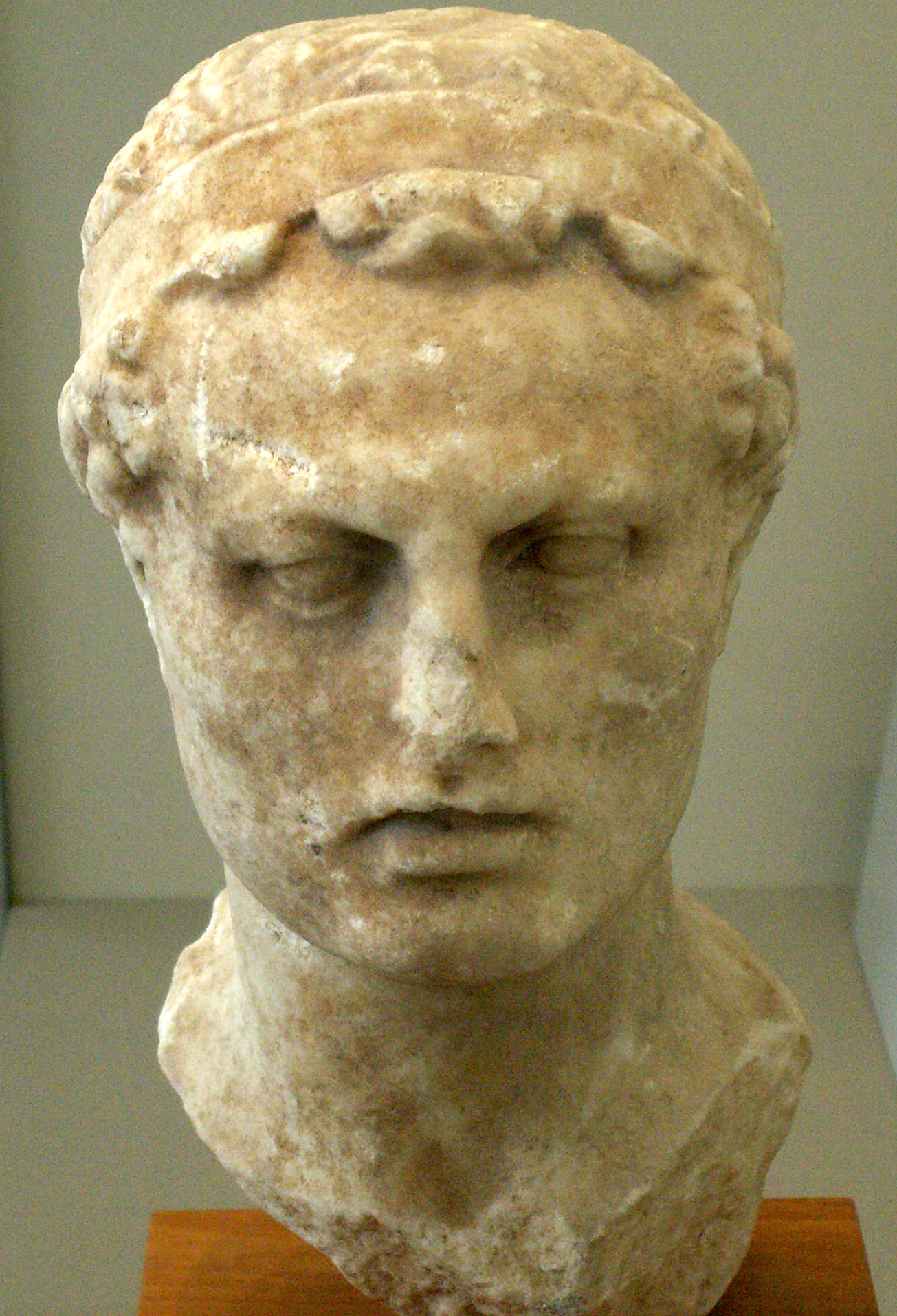
Durante el gobierno de Antíoco IV Epífanes (175-164 a. C.), rey de Siria, los asideos se unieron a la lucha de los Macabeos contra el monarca.

Los asideos o hasideos (del hebreo jasidim y del griego Asidaioi, «santos» o «piadosos») fueron un partido religioso judío, quienes decían de sí mismos ser los mantenedores de la Legislación de Moisés contra la invasión de las costumbres griegas, en tiempos de los Macabeos.

## Historia
En el primer libro de los Macabeos se narra que cuando Antíoco IV Epífanes, rey de Siria, promulgó el edicto de Apostasía, un grupo de judíos, a quienes llamaron asideos, se separaron del pueblo y se retiraron al desierto para establecer allí su morada. Este alejamiento pacífico no les sirvió de nada, puesto que fueron perseguidos y casi exterminados. Para protegerse, los asideos se unieron a la causa de los Macabeos en su lucha contra el monarca.
No todos los seguidores de los Macabeos eran asideos; según el libro deuterocanónico, los escribas y los asideos buscaban hacer la paz con los sirios, mientras que los demás seguidores de los Macabeos sospechaban traición. Sospecha fundada en el hecho de que Alcimo, sumo sacerdote, asesinó a sesenta asideos en un día. Según 2 Mac. 14,3, el mismo Alcimo «se había contaminado voluntariamente», y luego testificó ante el rey Demetrio I: «los judíos llamados asideos, encabezados por Judas Macabeo, fomentan guerras y rebeliones, para no dejar que el reino viva en paz».
Hacia el año 150 a. C., según Flavio Josefo, los asideos se dividirán en dos grupos bien diferenciados entre sí, los fariseos y los esenios.
Elementos del movimiento asideo se pueden encontrar en otros movimientos religiosos o místicos judíos, tales como el judaísmo del Talmud, el movimiento místico de Judas Hahassid, la corriente pietista del siglo XVIII de Israel ben Eliézer y el Judaísmo jasídico actual.

## Características
Los asideos no eran un partido político judío, sino más bien un movimiento piadoso con pretensiones de renovación, haciendo énfasis en la observancia radical de la Ley de Moisés. Su doctrina hacía un marcado énfasis en la esperanza de la proximidad del Reino de Dios y en la resurrección de los justos.  El movimiento estaba integrado por sacerdotes, escribas y gente sencilla del pueblo. Es muy probable que el autor del libro de Daniel haya pertenecido a ellos.